# Attentat du bar McGurk
Le 4 décembre 1971, l'Ulster Volunteer Force, un groupe paramilitaire loyaliste d'Ulster, fit exploser une bombe au bar McGurk à Belfast, en Irlande du Nord, fréquenté par des nationalistes catholiques irlandais. L'explosion causa l'effondrement de l'édifice, tuant quinze civils catholiques-dont deux enfants-et blessant plus de dix-sept personnes. Il s'agit de l'attentat le plus meurtrier de Belfast perpétré lors du conflit nord-irlandais. 
Malgré la preuve du contraire, les forces de sécurité britanniques affirmèrent qu'une bombe avait déjà explosé tandis qu'elle était manipulée par les membres de l'Armée républicaine irlandaise dans le bar, insinuant que les victimes elles-même étaient en partie responsables. Un rapport ultérieur constata que la Police royale de l'Ulster, les forces de police en Irlande du Nord en ce temps-là, fut biaisée en faveur de ce point de vue et que cela entrava son enquête. Les familles des victimes prétendent que les forces de sécurité ont volontairement répandu de la désinformation afin de remettre en cause l'Armée républicaine irlandaise. En 1977, le membre de l'Ulster Volunteer Force Robert Campbell a été condamné à la prison à vie pour avoir contribuer à l'attentat et fit quinze ans de prison,. 
L'attentat déclencha une série d'attentats de représailles ainsi que des fusillades perpétrées par les loyalistes et les républicains, ayant contribué à rendre l'année 1972, l'année la plus sanglante du conflit.

## Contexte
Le bar Tramore, communément appelé le bar McGurk, est un ancien pub à un étage, au coin de North Queen Street et Great George's Street, dans la zone de New Lodge, au nord du centre-ville de Belfast. Il s'agissait d'un quartier essentiellement nationaliste et catholique, et les clients réguliers faisaient partie de cette communauté. Les propriétaires du bar étaient Patrick et Philomena McGurk, résidant au premier étage avec leurs quatre enfants.
L'Ulster Volunteer Force est fondée à Belfast en 1966, déclarant la "guerre" à l'Armée républicaine irlandaise. Jusqu'en 1971, cependant, ses actions étaient peu nombreuses et « n'existaient guère au niveau organisationnel ». La British Army est déployée en Irlande du Nord suite aux Émeutes de 1969, généralement assimilés au commencement du conflit nord-irlandais. En décembre 1969, l'Armée républicaine irlandaise se divise en deux factions : l'Official Irish Republican Army et l'Armée républicaine irlandaise provisoire. Tous deux lancèrent des campagnes armées contre la British Army, la Police royale de l'Ulster ainsi que le Gouvernement d'Irlande du Nord.
En 1971, la violence, petit à petit, empire. Des attentats ainsi que des fusillades eurent lieu chaque jour, perpétrés par les républicains, les loyalistes, ainsi que les forces de sécurité. Les deux premières semaines de décembre, 70 attentats se produisirent et environ 30 individus furent tués. Le 2 décembre, trois détenus républicains s'échappent de la prison de Crumlin Road, non loin du bar McGurk. La sécurité a été renforcée et il y a eu une forte présence de la RUC et de l'armée britannique dans la région au cours des deux jours suivants. Des témoins oculaires affirmèrent que les postes de contrôle environnant le bar McGurk furent retirés une heure avant l'attentat.

## L'attentat

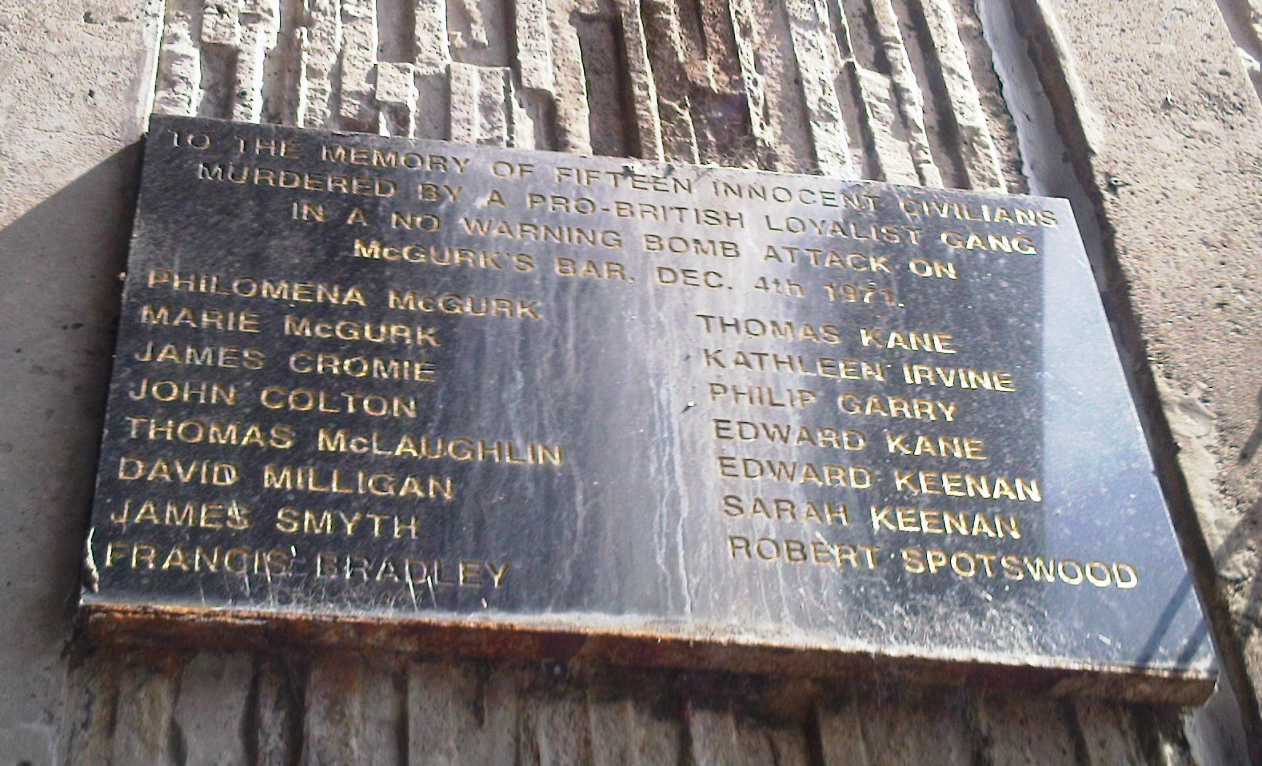
Plaque à proximité du site où eut lieu l'attentat dénombrant les personnes ayant été tuées

Le soir du samedi 4 décembre 1971, une équipe UVF composée de quatre hommes se réunit dans le quartier de Shankill à Belfast et on leur ordonne de bombarder un pub de North Queen Street. Selon le seul poseur de bombe condamné-Robert Campbell-il ne leur était pas permis de revenir jusqu'à ce que le travail soit terminé. Campbell déclare que leur cible ne fut pas le bar McGurk, mais un autre bar se trouvant à proximité. On rapporte que ce bar en question se trouve être The Gem, dont on prétend qu'il est lié à l'Official Irish Republican Army,. La bombe de 23 kilogrammes a été déguisé en colis marron, qu'ils placèrent dans une voiture et se rendirent à leur cible. Campbell déclare qu'ils s'arrêtèrent près du bar The Gem vers 19 heures et 30 minutes, mais qu'ils n'ont pu y accéder en raison des gardes de sécurité à l'extérieur du bâtiment. Après avoir attendu près d'une heure, ils parcoururent une courte distance jusqu'au bar McGurk. Vers 21 heures moins le quart, l'un deux place la bombe dans le porche de Great George's Street et revint en hâte à la voiture. Elle explose peu de temps après qu'ils repartirent. Campbell insinue que le McGurk a été choisi uniquement puisqu'il était "le bar catholique le plus proche".  
L'explosion cause l'effondrement de l'édifice. Les témoins accourent immédiatement libérer les morts ainsi que les blessés des gravats. Les pompiers, les secours, la police et les soldats arrivent rapidement sur place. Quinze civils catholiques furent tués-dont deux enfants-et plus de dix-sept personnes furent blessées. Le sauvetage dure plusieurs heures.
Dans les deux heures suivant l'explosion, un conflit sectaire explose au New Lodge. La British Army ainsi que la Police royale de l'Ulster interviennent et une fusillade commence. Un officier de la British Army, Jeremy Snow, est touché par balle par l'Armée républicaine irlandaise sur la New Lodge Road, et succombe à ses blessures le 8 décembre,. Deux officiers de la Police royale de l'Ulster ainsi que cinq civils ont également été touchés par balle. Finalement, cinq compagnies de troupes ont été envoyées dans le district et partirent à la recherche de 50 maisons. Pendant ce temps-là, l'équipe de l'UVF se rend à un point de ramassage à proximité où elle avait laissé sa voiture. Elle se rend à pied dans la zone de la Cathédrale Sainte-Anne de Belfast, et est récupérée par une autre personne. Elle est conduite à Shankill et rencontre l'homme ayant ordonné l'attentat dans une salle de l'Ordre d'Orange, lui déclarant que "le travail a été fait". 
La femme ainsi que la fille de quatorze ans du propriétaire du bar McGurk, Philomena et Maria McGurk, ont été assassinées. Patrick et ses trois fils ont sérieusement été blessés. Dans une déclaration télévisée peu après, McGurk a demandé qu'il n'y ait pas de représailles : « Peu importe qui a posé la bombe. Ce qui a été fait est irréversible. J'ai essayé de garder l'amertume à l'écart. »

## Enquête

### Culpabilité
Suite à l'attentat, les médias rapportent de nombreuses théories concernant le poseur de bombe. Voici les principales théories :
- La bombe a été posée par un loyaliste
- La bombe a déjà explosé alors qu'elle était préparée par les membres de l'Armée républicaine irlandaise dans le bar
- La bombe a déjà explosé alors qu'en transit, un membre de l'Armée républicaine irlandaise l'a laissé dans le bar pour qu'un autre membre de l'Armée républicaine irlandaise la récupère
- La bombe a été posée dans le cadre d'une querelle entre l'Official Irish Republican Army et l'Armée républicaine irlandaise provisoire.

Les forces de sécurité encouragent l'idée selon laquelle une bombe de l'Armée républicaine irlandaise avait déjà explosée un "but contre son camp"). Les survivants ainsi que les familles le nient. Ils affirment que le bar n'était pas associé à l'Armée républicaine irlandaise et qu'il y eut aucun personne ni activité suspecte dans le bar cette nuit-là. Un document de l'Intelligence Corps de décembre 1971 déclare également que le bar n'était pas connu pour avoir des liens avec l'Armée républicaine irlandaise. Le 6 décembre, les deux ailes de l'Armée républicaine irlandaise condamnent l'attentat, plaidant non coupable et rejetant la faute sur l'UVF ainsi que les forces de sécurité.

### Plaider-coupable
Le même jour, de nombreux journaux reçoivent des appels téléphoniques d'un individu affirmant être le porte-parole des "Loyalistes de l'Empire". Ils déclarent au Belfast Telegraph :
« Nous [les Loyalistes de l'Empire] plaidons coupable pour la destruction du bar McGurk. Nous avons posé 30 livres de nouveaux explosifs dans le bar puisque nous avons prouvé au-delà des doutes que les rassemblements de l'Armée républicaine irlandaise provisoire et de l'Official Irish Republican Army y ont eu lieu. »
Les "Loyalistes de l'Empire" plaident également coupable de l'attentat du 12 novembre ayant touché une maison de quartier. La Police royale de l'Ulster, cependant, ne possède aucun renseignement sur un tel groupe, ce qui suggère qu'il pourrait s'agir d'un nom d'emprunt. Le mardi 7 décembre, un jeune déclare avoir aperçu un homme agissant de manière suspecte au kiosque téléphonique la nuit précédente. Il déclare que l'homme portait une veste arborant un badge de l'UVF. Le jeune déclare avoir vérifié le kiosque après que l'homme soit parti, et avoir découvert des bouts de papier déchiré. Lorsqu'il les rassembla, il découvrit ces phrases :
« Nous, les Loyalistes de l'Empire, nous aimerions déclarer que nous n'avons pas détruit le bar McGurk comme un acte de vengeance... De plus, nous n'avons pas besoin des experts légistes de l'armée pour nous couvrir... Nous ne ferons aucune autre déclaration tant que nous n'aurons pas exterminé un autre bastion rebelle. »
Dans les jours suivant l'attentat, la Police royale de l'Ulster reçoit une lettre signée du "chef d'état-major de l'UVF" déclarant que l'UVF avait bombardé le bar en raison qu'un rassemblement de l'Armée républicaine irlandaise avait dû s'y tenir. Il déclare deux membres de l'UVF étaient entrés dans le bar, avaient prit une boisson et demandèrent au serveur de s'occuper d'un colis pendant qu'ils « faisaient une course ». En revanche, des témoins déclarent à la Police royale de l'Ulster qu'aucun étranger ne se trouvait dans le bar, et que personne n'avait déposé de colis. Trois autres lettres anonymes ont été envoyées à la Police royale de l'Ulster, déclarant une bombe de l'Armée républicaine irlandaise était "en transit" et que deux membres de l'Armée républicaine irlandaise avaient été tués.

### Emplacement de la bombe

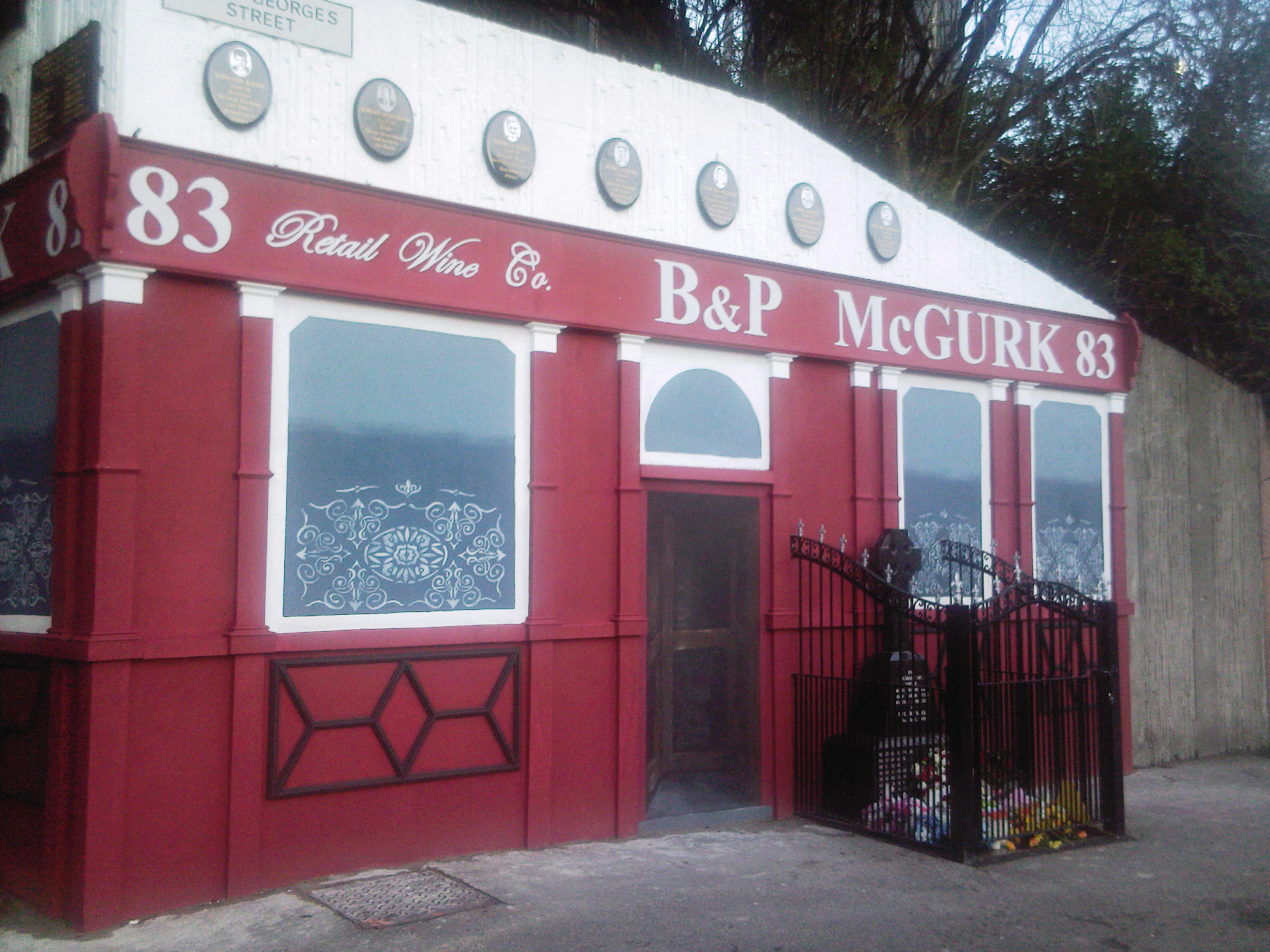
Une maquette du bar original érigée à proximité de son emplacement original, en décembre 2011

Selon la Police royale de l'Ulster, l'emplacement de la bombe (qu'elle explosa à l'intérieur ou à l'extérieur) devient la clé permettant de retrouver le coupable. Cependant, les enquêteurs (de la Police royale de l'Ulster ainsi que de la British Army) n'en sont pas certains et donnent des avis se contredisant. 
Les rapports des officiers de service de la Police royale de l'Ulster sont réalisés quotidiennement. Son objectif étant de briefer le commissaire en chef concernant les événements ayant eu lieu ce jour. Les rapports ont également été mis à la disposition du commandant général de l'armée britannique pour l'Irlande du Nord. Le rapport des 4 et 5 décembre 1971 déclare à propos de l'attentat : "Juste avant l'explosion, un homme est entré dans les locaux autorisés et déposa une valise, probablement dans le but d'être récupérée par un membre de l'Armée républicaine irlandaise. La bombe était destinée à être utilisée dans d'autres locaux. Avant la « prise en charge », la bombe explosa". 
Le 6 décembre, cependant, la Police royale de l'Ulster prend la déposition d'un jeune garçon témoin âgé de huit ans. Il déclare avoir vu une voiture s'arrêter à l'extérieur du bar avec quatre hommes à l'intérieur avec "un petit Union Jack coincé dans la fenêtre arrière". Il déclare qu'un homme déposa un colis à l'entrée de porte de Great George's Street et revint en hâte à la voiture, qui repartit en un court instant avant que la bombe n'explose. Un homme ainsi qu'une femme confirment son histoire, bien qu'ils n'ont pas été témoins de la scène, contrairement au petit garçon.
Malgré cela, les forces de sécurité ainsi que le gouvernement soutiennent la théorie du "but contre son camp". Un document de l'Intelligence Corps relatant les faits du 8 au 15 décembre déclare : "Il a été confirmé qu'il s'agissait d'une bombe [de l'Armée républicaine irlandaise provisoire] qui était destinée à une autre cible, mais ayant explosé de manière prématurée". Un document du Ministère de la Défense datant du 14 décembre déclare que cela "devrait être rendu publique". Le 23 décembre, la British Army envoie une lettre (signée par un lieutenant-colonel) aux habitants du nord de Belfast. Il déclare que lorsque l'Armée républicaine irlandaise dans la région sera détruite, « nous pourrons nous attendre à… une période au cours de laquelle vous ne perdrez pas vos amis dans une répétition de l'accident [de l'Armée républicaine irlandaise] dans le bar McGurk.

### Arrestation et condamnation de Robert Campbell
En mars 1976, la Police royale d'Ulster reçoit des renseignements reliant Robert Campbell, membre de l'UVF, et quatre autres personnes à l'attentat du bar McGurk. Campbell est arrêté le 27 juillet 1977. Il est interrogé sept fois le 27 ainsi que le 28 juillet. Il avoue avoir participé à l'attentat mais refuse de dévoiler le nom des autres coupables. L'histoire de Campbell correspond à celle racontée par le jeune garçon témoin.
Le 29 juillet 1977, Campbell est inculpé de 15 meurtres et de 17 tentatives de meurtre. Le 6 septembre 1978, Campbell plaide coupable. Il est condamné à la prison à vie assortie à "une période de sûreté de 20 ans", en partie pour une condamnation distincte pour le meurtre d'un chauffeur-livreur protestant survenu en 1976. Il est le seul individu à avoir été inculpé pour l'attentat. Il fait finalement quinze ans de prison et est libéré le 9 septembre 1993.

## Commémoration
Un mémorial est érigé à l'endroit de l'attentat lors du trentième anniversaire en 2001. Les familles des victimes apportent quinze couronnes mortuaires au nouveau mémorial, et sautent sur l'occasion afin d'exiger une enquête l'implication présumée des Britanniques dans l'attentat. 
Patrick McGurk meurt le 15 décembre 2007. Les membres survivants de la famille font remarquer qu'ils pardonnent aux poseurs de bombe. 